# Gaspar de Villarroel
Gaspar de Villarroel, OSA (1587 – 15 de outubro de 1665) foi um prelado católico romano que serviu como arcebispo de La Plata o Charcas de 1659 a 1665, bispo de Arequipa de 1651 a 1659 e bispo de Santiago do Chile de 1637 a 1651.

## Biografia
Luis Córdoba Ronquillo nasceu em Quito e foi ordenado sacerdote na Ordem de Santo Agostinho. No dia 20 de abril de 1637, foi nomeado por Urbano VIII como Bispo de Santiago do Chile. Recebeu a ordenação episcopal em 2 de maio de 1638, através de Dom Francisco de la Serna, bispo de Popayán, com a assistência do padre Pedro de Ortega y Sotomayor. No dia 11 de dezembro de 1651, foi nomeado durante o papado de Inocêncio X como Bispo de Arequipa. Em janeiro de 1659, foi nomeado por Alexandre VII como Arcebispo de La Plata o Charcas e empossado em 1660, onde serviu como bispo até à sua morte.